# Aetosauria
Aetosauria (do grego ἀετός (Aetos, águia) e σαυρος (sauros, lagarto) é uma ordem extinta de arcossauros herbívoros que eram pesadamente blindados, de porte médio a grande e que viveram no Triássico Superior. A cabeça é pequena, o focinho arrebitado, as pernas eretas, com o corpo coberto por placas com escudos. Todos os Aetosauros pertencem à família Stagonolepididae. Duas subdivisões distintas de Aetosauros são reconhecidos atualmente, Desmatosuchinae e Aetosaurinae, principalmente com base em diferenças na morfologia de escudos ósseos dos dois grupos. Mais de 20 géneros de Aetosauros foram descritos, e recentemente houve uma controvérsia sobre a descrição de alguns desses géneros.
Restos fósseis de Aetosauros são conhecidos da Europa, América do Norte e do Sul, partes da África e Índia. Uma vez que seus corpos eram frequentemente blindados, isso facilitava sua preservação. Aetosauros servem como importante tetrápode que é um fósseis índice do Triássico. Muitos Aetosauros tinham uma ampla faixa geográfica, mas seus intervalos estratigráficos foram relativamente curtos. Portanto, a presença de um particular Aetosauro pode datar com precisão o Sítio Paleontológico onde foi encontrado.
Aetosauros foram encontrados desde o início do século XIX, embora nas primeiras descrições tenham sido confundidos com escamas de peixe. Aetosauros foram posteriormente reconhecidos como parentes de crocodilo e hábitos semi-aquáticos. Eles agora são considerados como animais totalmente terrestres. Algumas formas têm características que podem ter sido adaptações para escavar o alimento. Há também evidências de que alguns e talvez todos os Aetosauros faziam ninhos.

## Descrição

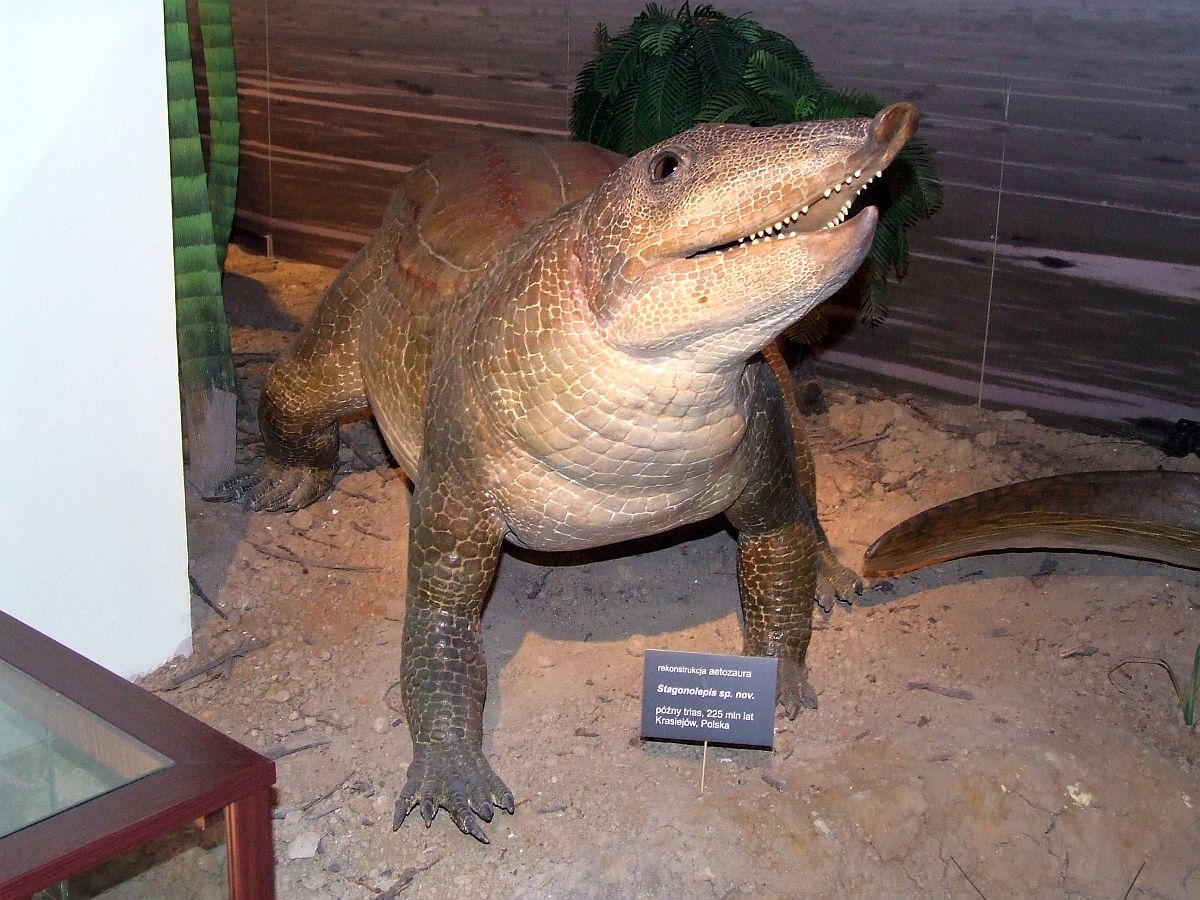
Modelo de Stagonolepis no Museu da Evolução de Varsóvia.

A cabeça é pequena em relação ao corpo grande, e uma forma bastante distinta, plano na frente, como o focinho de um porco. Alguns dentes têm forma de cinzel, pequenas e como folha, indicando uma provável dieta herbívora,  os dentes como cavinhas e um focinho queratinoso têm sido considerados uma possíveis adaptações em algumas espécies para alimentação de insetos.  Um estudo da caixa craniana do Stagonolepis robertsoni mostrou que há semelhanças entre ele e os crocodilomorfos, o que pode indicar uma relação próxima.
Os Aetosauros tinham postura pilar Ereta com membros eretos semelhante ao observado em Rauisuchia, um grupo relacionado com arcossauros do Triássico. A postura dos membros Pilar Ereto é aquele onde o fêmur se articula verticalmente com o acetábulo do quadril,  de modo que a perna está posicionada para baixo do corpo e age como um pilar para suportar o peso do animal. Os pés se assemelham aos phytosauros (Parecidos com os crocodilos e semi-aquáticos) e tinham características primitivas. Embora os membros dianteiros fossem muito menores do que os membros posteriores, todos os Aetosauros eram quadrúpedes.

Diagrama mostrando a nomenclatura das osteodermas do aetossauro do gênero Neoaetosauroides.

Aetosauros eram fortemente blindados (certamente como defesa contra predadores), com quadrangular de grande porte, com placas ósseas interligadas ou osteodermas, protegendo a parte traseira e nas laterais, barriga e cauda. Essas placas eram provavelmente cobertas de chifres. Osteodermas dorsais, que são encontrados nas costas dos Aetosauros são muitas vezes ornamentada com sulcos radiais. Paramediano dorsal, aqueles encontrados ao longo da linha média do animal. Nos Aetosauros, as placas paramediana as bordas anteriores são muitas vezes são levantadas ou rebaixadas onde as placas se articulam na frente dele. Se a borda anterior é elevado, a área é chamada de bar anterior, enquanto se rebaixado, a área é chamada de uma lâmina anterior. Nas placas laterais, que são posicionados em ambos os lados das placas paramedianas, a elevação dorsal é muitas vezes alargada em espigões. Estes pontos são especialmente visível em Desmatosuchines como Longosuchus e Desmatosuchus. Os osteodermas são úteis no diagnóstico da espécie de Aetosauro e também são identificados a partir de seu padrão de ornamentação.
Géneros primitivos de Aetosauros que geralmente viveram no período Noriano e os Coahomasuchus que viveram no Carniano, tendiam a ser pequenos, cerca de um metro de comprimento. No entanto, formas mais avançadas eram maiores com cerca de 3 metros de comprimento - em alguns táxons, como Typothorax e Paratypothorax, possuiam corpos com de tartarugas, e outros como o Desmatosuchus, tinham o corpo estreito com pelo menos 4 metros de comprimento, equipado com grandes espinhas sobre os ombros, o que é adicionado ao armamento defensivo animal.

## História
Materiais sobre aetosauros foram descritos pela primeira vez pelo paleontólogo suíço Louis Agassiz, em 1844. Ele nomeou o género Stagonolepis do Arenito Lossiemouth em Elgin, Escócia, mas considerou ser um peixe do período Devoniano, em vez de um réptil do Triássico. Isso pode ser porque ele considerava os estratos como parte do Arenito Old Red, portanto da idade paleozóica. Agassiz confundiu os osteodermas com escamas romboidal, que ele achava que eram dispostos em um padrão semelhante aos de um Lepisosteiformes. Ele também achava que essas supostas escamas foram muito semelhantes às dos peixes com nadadeiras lombadas Megalichthys devido a seu grande tamanho.
O biólogo Inglês Thomas Henry Huxley reconsiderou a escamas de peixe descritas por Agassiz  e considerou-as pertencente a um crocodilo. Ele propôs isso pela primeira vez à Sociedade Geológica de Londres, em 1858, e entrou em mais detalhes em um artigo de 1875 na revista trimestral da sociedade. Nesta altura, um novo material foi descoberto em Elgin, que indicou que o Stagonolepis não era um peixe, mas um réptil. No entanto, Stagonolepis ainda era conhecido principalmente pelas escamas e impressões de escamas, muitos dos quais não estavam bem preservadas.

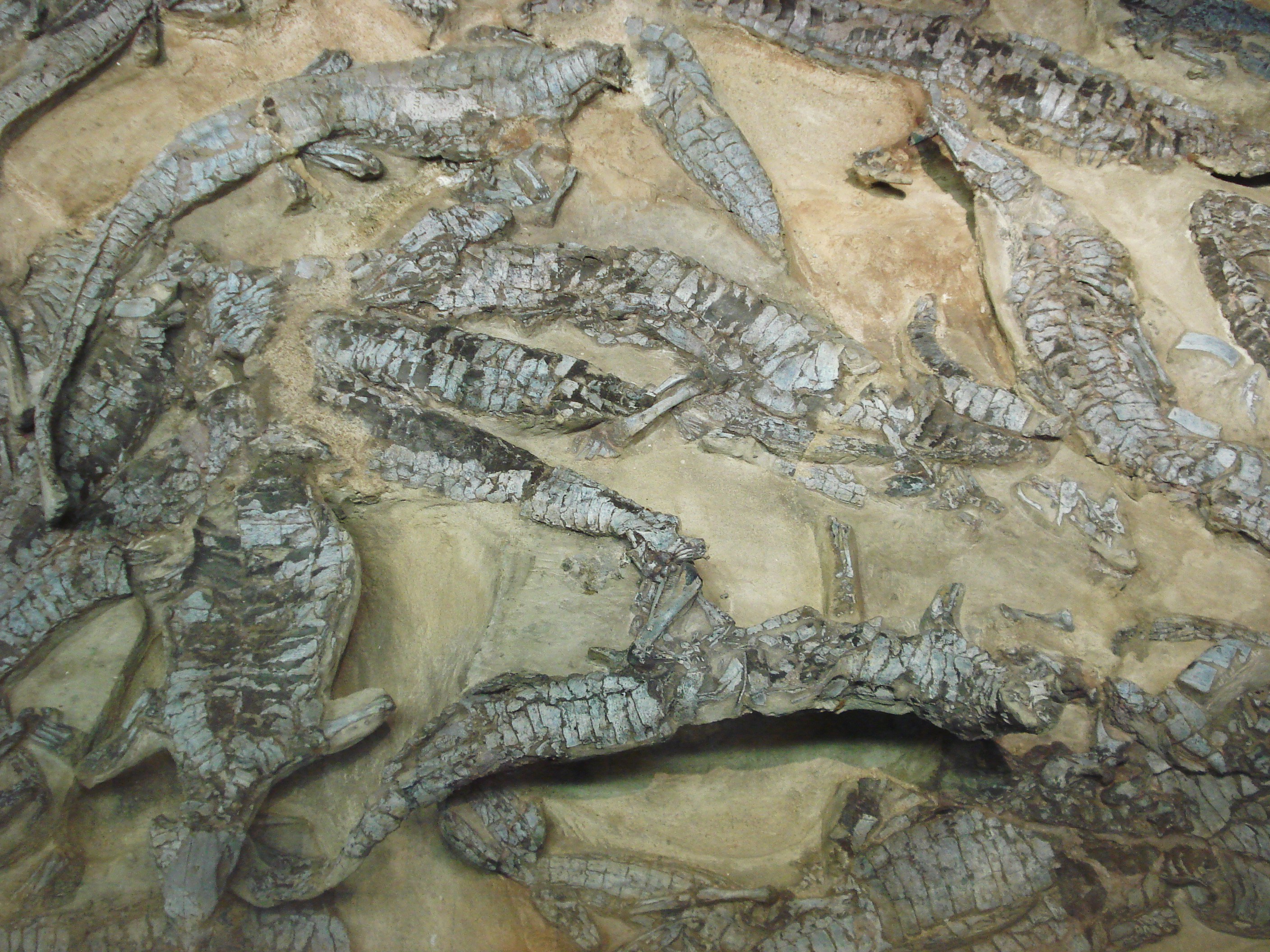
Os esqueletos articulados de 22 aetossauros, descoberto perto de Stuttgart, Alemanha e descrita pela primeira vez por Oskar Fraas em 1877. Os esqueletos estão agora no Museu Estatal de História Natural de Stuttgart.

Aetossauros mais completos foram encontrados em Stubensandtein da Alemanha na década de 1870. Entre eles estavam esqueletos completos articulados de 22 aetossauros. Estes espécimes foram encontrados em um afloramento de arenito perto de Stuttgart e foram preservados numa área de menos de 2 metros quadrados. Os animais foram provavelmente enterrados sob sedimentos de um lago após a morte, com o fluxo de água reposicionou seus corpos no leito do lago e os colocou próximos um do outro. Em 1877, o paleontólogo alemão Oskar Fraas classificou esses espécimes com género Aetossaurous que havia sido recém criado. Fraas deu o nome do género pela semelhança do crânio com a cabeça de uma águia, crânio alongado e um focinho pontudo.
O primeiro Aetossauros da América do Norte também foi descoberto neste momento. O Paleontólogo americano Edward Drinker Cope nomeou o Typothorax, em 1875 e o Episcoposaurus em 1877, sendo que ambos eram do Novo México. Cope considerou como género phytosauria,  que também eram comuns no final do Triássico. O novo material chamado Typothorax foi encontrado nos últimos anos em todo o sudoeste americano, e o Episcoposaurus já não é mais considerado válido. Cope, mais tarde juntamente com os paleontólogos, como Friedrich von Huene, reconheceu que a espécie E. horridus, na verdade pertencia a Typothorax. A outra espécie o E. haplocerus, foi transferido para Desmatosuchus em 1953.

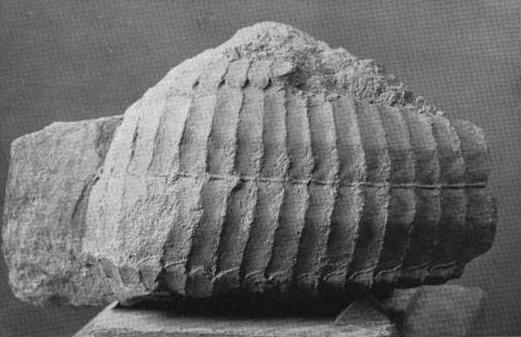
Fotografia do Stegomus, descrito por Marsh em 1896.

Na América do Norte um terço do género chamado Stegomus foi nomeado por Othniel Charles Marsh em 1896. Marsh tinha uma rivalidade de longa data com o Cope que ficou famoso nas Guerras dos ossos no final do século XIX, em que os dois competiam entre si no campo e na literatura científica. Ao contrário do Aetossauros encontrado por Cope, o Stegomus foi encontrado a partir do leste dos Estados Unidos, em Connecticut. Marsh também o reconheceu como um Aetossauro Stegomus ao invés de um phytossauro em sua descrição inicial do género. Como Cope, muitos paleontólogos tendem a considerar as escamas de Aetossauro como pertencentes a phytossauros durante este período de tempo.
O termo Aetossauria foi usado pela primeira vez em 1889 pelo naturalista Inglês Richard Lydekker pelo zoólogo Henry Alleyne Nicholson. Eles consideraram a Aetossauroia como a um das três subordens da ordem Crocodilia, os outros dois sendo Parasuchia (um grupo Triássico) e Eusuchia (o grupo inclui todos os crocodilos do pós-Triássico). Na época, Cope considerava a Aetossauria pertencendo a Rhynchocephalia, uma ordem de répteis que inclui o tuatara. Ele também achava que as osteodermas eram muito apertadas, e foram fundidas com as costelas, indicando que foram Aetossauros de transição entre rhynchocephalia e tartarugas. Nicholson e Lydekker colocaram-no dentro de uma única família da subordem, a Aëtosauridæ. Eles consideraram os Aetossauros semelhantes aos crocodilianos com seus metatarsos alongados, que foram comparados com os dos dinossauros. Na verdade, Marsh considerou os Aetossauros estreitamente relacionado com os dinossauros, pois ambos tinham metatarsos similar.
Mais materiais de Aetossauro continuaram a ser descritos no início do século XX, pelos notáveis paleontólogos como Barnum Brown e Charles Camp que coletaram amostras. No entanto, Aetossauros ainda eram confundidos com os phytossauros. Durante este tempo os Aetossauros geralmente eram considerados membros de Pseudosuchia, um grupo agora obsoleto consistindo de vários arcossauros do Triássico incluindo phytossauros. No entanto, as semelhanças eram muitas vezes observada entre Aetossauros e Crocodilia, o grupo a que eram inicialmente referidos Aetossauros no século XIX. Enquanto que o crânio tinha muitas características em comum com pseudosuchians, partes do esqueleto pós-craniano, em particular as escamas pareciam ser semelhantes aos de crocodilianos.

## Distribuição

Fósseis de Aetossauros foram encontrados na América do Norte, América do Sul, Europa e partes da Ásia e África.

Fósseis de aetossauros' foram encontrados em todos os continentes, exceto na Austrália e Antártida, mostrando uma distribuição em quase todo o mundo durante a final do Triássico. Muitos aetossauros foram encontrados no Grupo Chinle, no sudoeste dos Estados Unidos. A maioria dos fósseis foram encontrados no Arizona, Novo México e Texas. Alguns vestígios também foram encontrados em Utah, particularmente no Parque Nacional de Canyonlands e Parque Nacional de Zion. Aetossauros também são encontrados no Supergrupo Newark ao longo da costa Oriental dos Estados Unidos nos estados de Connecticut e Carolina do Norte. Dois gêneros são conhecidos na Groenlândia: Aetosaurus e Paratypothorax. Eles foram encontrados na Formação Fjord Fleming em Jameson land. Longosuchus é um aetossauro conhecido apenas na África, com escamas encontradas na Formação Timesgadiouine do Carniano superior em Marrocos. Durante o final do Triássico o Marrocos estaria próximo ao Supergrupo Newark da América do Norte, no supercontinente Pangeia. Também é possível que houvesse Desmatosuchus na África, pois foram encontrados fosseis na Série Zarzaitine na Argélia, que foram classificados no gênero.
Aetossauros foram encontrados na América do Sul (Argentina, Brasil e Chile). Na Argentina, foram encontrados na Formação Ischigualasto do período Carniano. Gêneros comuns em Ischigualasto incluem Aetosauroides e Stagonolepis. No Brasil, os fósseis foram encontrados na Formação Santa Maria e Formação Caturrita, no Rio Grande do Sul. Aetossauros chilenos são representados por um gênero, Chilenosuchus, na Região de Antofagasta. Aetossauros também foram encontrados na Índia, que juntamente com a América do Sul, fazia parte do Gondwana durante o final do Triássico. Descrições iniciais de aetossauros incluído material da Formação Maleri no centro-sul da Índia, embora com informações insuficientes para atribuir as espécimes a algum gênero em particular. Baseado nas descrições, os aetossauros indianos mais se assemelham Longosuchus e Paratypothorax. Relatos de aetossauros de Madagascar são baseados em escamas provavelmente de Crocodylomorpha.

Pegadas e rastros de Brachychirotherium.

Pegadas pertencentes à Brachychirotherium são frequentemente associados com aetossauros. Brachychirotherium foram encontrados no Rio Grande do Sul, na Itália, Alemanha, e o leste dos Estados Unidos. Eles também são comuns no sudoeste dos Estados Unidos, tendo sido encontrados no Parque Nacional de Canyonlands e Monumento Nacional ao Dinossauro.

## Classificação

### Taxonomia
Aetossauros pertencem ao Crurotarsi, um clado dos arcossauros que inclui os crocodilos atuais e é caracterizada pela estrutura distinta dos ossos do tornozelo. Aetossauros eram tradicionalmente classificados no grupo (agora obsoleto) de tecodontes, que incluíam todos os "primitivos" parentes dos crocodilos que viveram no Triássico. Com a ascensão da filogenia, Aetossauros foram posteriormente colocados em um grupo chamado Suchia, que incluía muitos crurotarsi do Triássico, mais tarde incluindo os crocodilianos.
Todos os Aetosauros são membros da família Stagonolepidae, que é dividida em duas subfamílias, Aetosaurinae e Desmatosuchinae. Os Aetosaurinae são caracterizados por projeções chamadas eminências localizadas nos osteodermas paramediana dorsal  que estão próximos à linha mediana das costas. Os Desmatosuchinae tem algumas características mais distintivas, incluindo ranhuras no paramediana dorsal que ajudá na articulação das placas laterais apertada. Muitos Desmatosuchines têm pontos projetando ao longos das placas laterais, e estes picos são especialmente proeminentes nos Desmatosuchus. Aetosaurines, por outro lado, tendem a ter menos picos. Muitos Aetosaurines  como o Aetosaurus e o Neoaetosauroides, têm carapaças lisas e falta por completo de picos.

#### Gêneros
| Gênero           | Situação                | Idade                | Localização                                    | Unidade                                                                                   | Notas                                                                                         | Imagens |
| ---------------- | ----------------------- | -------------------- | ---------------------------------------------- | ----------------------------------------------------------------------------------------- | --------------------------------------------------------------------------------------------- | ------- |
| Acaenasuchus     | Possível sinônimo       | Noriano              | USA                                            | Grupo Chinle                                                                              | Possível Desmatosuchus haplocerus                                                             |         |
| Acompsosaurus    | Nomen dubium            | Triássico Superior   | USA                                            | Formação Chinle                                                                           | Um aetossauro cujo nome significa agarto robusto e pode ser um jovem sinônimo do Stagonolepis |         |
| Adamanasuchus    | Válido                  | Carniano             | USA                                            | Formação Chinle                                                                           |                                                                                               |         |
| Aetosauroides    | Possível jovem sinônimo | Carniano             | Argentina · Brasil                             |                                                                                           | Possível jovem sinônimo do Stagonolepis                                                       |         |
| Aetosaurus       | Válido                  | Noriano              | Alemanha · Itália · USA · Groenlândia ·        | Lower Stubensandtein Formação Calcare di Zorzino Supergrupo Newark Formação Fleming Fjord | A pequeno aetossauro (1,5 metros de comprimento), com uma ampla distribuição geográfica       |         |
| Argentinosuchus  | Jovem sinônimo          |                      |                                                |                                                                                           | Jovem sinônimo do Stagonolepis                                                                |         |
| Calyptosuchus    | Jovem sinônimo          |                      |                                                |                                                                                           | Jovem sinônimo do Stagonolepis                                                                |         |
| Chilenosuchus    | Válido                  | Triássico Superior   | Chile                                          |                                                                                           | Foi encontrado no Carbonífero ou Permiano, em vez do Triássico.                               |         |
| Coahomasuchus    | Válido                  | Carniano             | USA                                            | Grupo Dockum                                                                              |                                                                                               |         |
| Desamatosuchus   | Lapsus calami           |                      |                                                |                                                                                           | Lapsus calami pertencente aos Desmatosuchus                                                   |         |
| Desmatosuchus    | Válido                  | Carniano - Noriano   | USA ·                                          | Grupo Dockum                                                                              |                                                                                               |         |
| Heliocanthus     | Possível jovem sinônimo | Carniano             | USA                                            | Formação Chinle                                                                           | Possível jovem sinônimo do Rioarribasuchus                                                    |         |
| Longosuchus      | Válido                  | Carniano             | USA · Marrocos ·                               | Grupo Dockum Formação Timesgadiouine                                                      |                                                                                               |         |
| Lucasuchus       | Válido                  | Noriano              | USA                                            | Formação Bull Canyon                                                                      |                                                                                               |         |
| Neoaetosauroides | Válido                  | Noriano              | Argentina                                      | Formação Los Colorados                                                                    |                                                                                               |         |
| Paratypothorax   | Válido                  | Carniano - Rhaetiano | Alemanha · USA · Groenlândia ·                 | Lower Stubensandstein Grupo Chinle Formação Fleming Fjord                                 |                                                                                               |         |
| Redondasuchus    | Válido                  | Noriano              | USA                                            | Formação Redonda                                                                          | Pode não ser um aetossauro.                                                                   |         |
| Rioarribasuchus  | Possível jovem sinônimo | Carniano             | USA                                            | Formação Chinle                                                                           | Possível jovem sinônimo do Heliocanthus                                                       |         |
| Sierritasuchus   | Válido                  | Carniano             | USA                                            | Formação Tecovas                                                                          | Originalmente definido como Desmatosuchus                                                     |         |
| Stagonolepis     | Válido                  | Carniano             | Escócia · USA · Argentina · Brasil · Polônia · | Lossiemouth Sandstone Grupo Dockum Formação Caturrita Depósitos Krasiejów                 |                                                                                               |         |
| Stegomus         | Jovem sinônimo          |                      |                                                |                                                                                           | jovem sinônimo do Aetosaurus                                                                  |         |
| Tecovasuchus     | Válido                  | Carniano             | USA                                            | Formação Tecovas                                                                          |                                                                                               |         |
| Typothorax       | Válido                  | Noriano              | USA                                            | Grupo Dockum                                                                              |                                                                                               |         |

### Filogenia
A filogenia do Aetossauro foi investigada em 1994 pelo paleontólogo Michael J. Parrish. Aetosauroides, Aetosaurus, Desmatosuchus, Longosuchus, Neoaetosauroides, Stagonolepis e Typothorax foram incluídos na análise filogenética. Os Aetossauros foram colocados no clado dos rauisuchianos, que Parrish chamou de Rauisuchiformes. Rauisuchiformes também inclui a superordem Crocodylomorpha, ao qual pertencem crocodilianos atual. Parrish classificou Aetosauria como um grupo monofilético sendo um clado com um ancestral comum e o aetossauros com todos os seus descendentes. Para definir filogeneticamente a Aetosauria, Parrish identificou em cinco sinapomorfias, ou características comuns. O primeiro diz respeito sinapomorfia a mandíbula, com a pré-maxila sendo os tipos desdentados, arrebitado e largo com forma de "pá". O osso dentário na mandíbula inferior é pode ser inócua, arrebitado e largo. O tamanho reduzido e formato cônico simples dos dentes foi considerada outra sinapomorfia. Duas sinapomorfias são compartilhadas com os aetossauros e com crocodilomorfos, mas não foram consideradas como uma indicação de uma relação filogenética próxima. O corpo está coberto de armadura dorsal e ventral para formar uma carapaça completa e os osteodermas paramediana são muito mais amplos. A sinapomorfia final foi encontrada na estrutura dos ossos dos membros. Em todos os aetossauros os membros são muito robustos, com anexos de músculos grandes, como a crista deltopeitoral do úmero, o quarto trocânter do fêmur, o cume intracondilar da tíbia, e o trocânter iliofibularis da fíbula.
Na análise filogenética feita por Parrish, o Aetosaurus foi enquadrado como um membro mais basal do clado, o mais antigo ancestral comum. Depois do Aetosaurus, há uma politomia de três clados menores, nos quais não se sabe qual subtipo divergiram primeiro no grupo. Dentro desta politomia há o Neoaetosauroides, um clado contendo Aetosauroides e Stagonolepis, e outro que incluí a politomia do Longosuchus, Desmatosuchus, e um clado contendo Paratypothorax e Typothorax.
Um estudo posterior dos paleontólogos Andrew B. Heckert e Spencer G. Lucas, em 1999, expandiu o número de sinapomorfias que diagnosticam Aetosauria a 18. As novas Sinapomorfias incluem fenestras temporais, ou buracos ao lado do crânio em vez do topo, osteodermas laterais articulando com os paramedianos e osteodermas cobrindo os membros. Aetosaurus ainda é classificado como membros mais basal, mas a filogenia dos aetossauros mais derivado diferia em que Typothorax e Paratypothorax foram divididos em dois subtipos diferentes com a sua taxa irmã sendo Desmatosuchus e Longosuchus, respectivamente. Mais importante ainda, um novo aetossauro chamado Coahomasuchus foi incluído na análise. Coahomasuchus é classificado como um aetossauro basal estreitamente relacionada com Stagonolepis pois apareceu cedo no registro fóssil dos aetossauros. Os membros basais só foram conhecidos tempos mais tarde, no início ocorreram apenas aetossauros mais avançado.
Em 2003, os paleontólogos Simon R. Harris, David J. Gower e Mark Wilkinson examinaram estudos filogenéticos anteriores dos aetossauros e criticaram a forma como como foram produzidos os cladogramas. Eles concluíram que somente três hipóteses com relações aos estudos anteriores são verdadeiros: que é o Aetosaurus mais basal dos aetossauros, que o táxon Aetosauroides é irmã de Stagonolepis robertsoni, e que os Longosuchus e Desmatosuchus são mais estreitamente relacionados entre si do que qualquer Neoaetosauroides. Eles também corrigiram as árvores de todas as análises anteriores.
Uma análise recente de 2007 feita pelo paleontólogo William G. Parker resultou em uma árvore filogenética maior dos aetossauros com a inclusão do Heliocanthus. Com base na árvore, Parker definiu o clados Typothoracisinae  e  Paratypothoracisini, dentro de Aetosaurinae. Parker deu uma definição filogenética revista do Aetosauria, mencionando a definição anterior, feita por Heckert e Lucas em 2000, que é um tanto ambígua. Heckert & Lucas (2000) definiram a Aetosauria como um táxon-tronco, alegando que Aetosauria incluía todos os crurotarsi que eram mais relacionados com Desmatosuchus do que o grupo irmão imediato do Atosauria. Como o grupo irmão imediato de Aetosauria era incerto, Parker ofereceu uma nova definição com diversos gêneros não-aetossauros crurotarsi ao invés de um grupo irmão. De acordo com Parker, Aetoauria incluem todos os táxons mais estreitamente relacionado com Aetosaurus e Desmatosuchus do que Leptosuchus, Postosuchus, Prestosuchus, Poposaurus, Sphenosuchus, jacarés, Gracilisuchus e Revueltosaurus.
Em 2008, Parker junto com Michelle R. Stocker e Randall B. Irmis, realizou uma nova análise filogenética que incluiu o recém descrito Sierritasuchus. Abaixo está o cladograma de Parker de 2008:
|  | Coahomasuchus |
|  | |
|  | Neoaetosauroides |
|  | |
|  | \| \| Stagonolepis \| \| \| \| \| \| Calyptosuchus \| \| \| \| \| \| Aetosaurus \| \| \| \| \| \| Aetosauroides \| \| \| \| |
|  | |
|  | Stagonolepis |
|  | |
|  | Calyptosuchus |
|  | |
|  | Aetosaurus |
|  | |
|  | Aetosauroides |
|  | |

|  | Stagonolepis  |
|  |               |
|  | Calyptosuchus |
|  |               |
|  | Aetosaurus    |
|  |               |
|  | Aetosauroides |
|  |               |

|  | Tecovasuchus                                                       |
|  |                                                                    |
|  | \| \| Rioarribasuchus \| \| \| \| \| \| Paratypothorax \| \| \| \| |
|  |                                                                    |
|  | Rioarribasuchus                                                    |
|  |                                                                    |
|  | Paratypothorax                                                     |
|  |                                                                    |

|  | Rioarribasuchus |
|  |                 |
|  | Paratypothorax  |
|  |                 |

|  | Typothorax      |
|  |                 |
|  | "Redondasuchus" |
|  |                 |

|  | Tecovasuchus                                                       |
|  |                                                                    |
|  | \| \| Rioarribasuchus \| \| \| \| \| \| Paratypothorax \| \| \| \| |
|  |                                                                    |
|  | Rioarribasuchus                                                    |
|  |                                                                    |
|  | Paratypothorax                                                     |
|  |                                                                    |

|  | Rioarribasuchus |
|  |                 |
|  | Paratypothorax  |
|  |                 |

|  | Typothorax      |
|  |                 |
|  | "Redondasuchus" |
|  |                 |

|  | Coahomasuchus |
|  | |
|  | Neoaetosauroides |
|  | |
|  | \| \| Stagonolepis \| \| \| \| \| \| Calyptosuchus \| \| \| \| \| \| Aetosaurus \| \| \| \| \| \| Aetosauroides \| \| \| \| |
|  | |
|  | Stagonolepis |
|  | |
|  | Calyptosuchus |
|  | |
|  | Aetosaurus |
|  | |
|  | Aetosauroides |
|  | |

|  | Stagonolepis  |
|  |               |
|  | Calyptosuchus |
|  |               |
|  | Aetosaurus    |
|  |               |
|  | Aetosauroides |
|  |               |

|  | Tecovasuchus                                                       |
|  |                                                                    |
|  | \| \| Rioarribasuchus \| \| \| \| \| \| Paratypothorax \| \| \| \| |
|  |                                                                    |
|  | Rioarribasuchus                                                    |
|  |                                                                    |
|  | Paratypothorax                                                     |
|  |                                                                    |

|  | Rioarribasuchus |
|  |                 |
|  | Paratypothorax  |
|  |                 |

|  | Typothorax      |
|  |                 |
|  | "Redondasuchus" |
|  |                 |

|  | Tecovasuchus                                                       |
|  |                                                                    |
|  | \| \| Rioarribasuchus \| \| \| \| \| \| Paratypothorax \| \| \| \| |
|  |                                                                    |
|  | Rioarribasuchus                                                    |
|  |                                                                    |
|  | Paratypothorax                                                     |
|  |                                                                    |

|  | Rioarribasuchus |
|  |                 |
|  | Paratypothorax  |
|  |                 |

|  | Typothorax      |
|  |                 |
|  | "Redondasuchus" |
|  |                 |

|  | \| \| Longosuchus \| \| \| \| \| \| Lucasuchus \| \| \| \| \| \| Acaenasuchus \| \| \| \| \| \| Sierritasuchus \| \| \| \| |
|  | |
|  | Desmatosuchus |
|  | |
|  | Longosuchus |
|  | |
|  | Lucasuchus |
|  | |
|  | Acaenasuchus |
|  | |
|  | Sierritasuchus |
|  | |

|  | Longosuchus    |
|  |                |
|  | Lucasuchus     |
|  |                |
|  | Acaenasuchus   |
|  |                |
|  | Sierritasuchus |
|  |                |

|  | Coahomasuchus |
|  | |
|  | Neoaetosauroides |
|  | |
|  | \| \| Stagonolepis \| \| \| \| \| \| Calyptosuchus \| \| \| \| \| \| Aetosaurus \| \| \| \| \| \| Aetosauroides \| \| \| \| |
|  | |
|  | Stagonolepis |
|  | |
|  | Calyptosuchus |
|  | |
|  | Aetosaurus |
|  | |
|  | Aetosauroides |
|  | |

|  | Stagonolepis  |
|  |               |
|  | Calyptosuchus |
|  |               |
|  | Aetosaurus    |
|  |               |
|  | Aetosauroides |
|  |               |

|  | Tecovasuchus                                                       |
|  |                                                                    |
|  | \| \| Rioarribasuchus \| \| \| \| \| \| Paratypothorax \| \| \| \| |
|  |                                                                    |
|  | Rioarribasuchus                                                    |
|  |                                                                    |
|  | Paratypothorax                                                     |
|  |                                                                    |

|  | Rioarribasuchus |
|  |                 |
|  | Paratypothorax  |
|  |                 |

|  | Typothorax      |
|  |                 |
|  | "Redondasuchus" |
|  |                 |

|  | Tecovasuchus                                                       |
|  |                                                                    |
|  | \| \| Rioarribasuchus \| \| \| \| \| \| Paratypothorax \| \| \| \| |
|  |                                                                    |
|  | Rioarribasuchus                                                    |
|  |                                                                    |
|  | Paratypothorax                                                     |
|  |                                                                    |

|  | Rioarribasuchus |
|  |                 |
|  | Paratypothorax  |
|  |                 |

|  | Typothorax      |
|  |                 |
|  | "Redondasuchus" |
|  |                 |

|  | Coahomasuchus |
|  | |
|  | Neoaetosauroides |
|  | |
|  | \| \| Stagonolepis \| \| \| \| \| \| Calyptosuchus \| \| \| \| \| \| Aetosaurus \| \| \| \| \| \| Aetosauroides \| \| \| \| |
|  | |
|  | Stagonolepis |
|  | |
|  | Calyptosuchus |
|  | |
|  | Aetosaurus |
|  | |
|  | Aetosauroides |
|  | |

|  | Stagonolepis  |
|  |               |
|  | Calyptosuchus |
|  |               |
|  | Aetosaurus    |
|  |               |
|  | Aetosauroides |
|  |               |

|  | Tecovasuchus                                                       |
|  |                                                                    |
|  | \| \| Rioarribasuchus \| \| \| \| \| \| Paratypothorax \| \| \| \| |
|  |                                                                    |
|  | Rioarribasuchus                                                    |
|  |                                                                    |
|  | Paratypothorax                                                     |
|  |                                                                    |

|  | Rioarribasuchus |
|  |                 |
|  | Paratypothorax  |
|  |                 |

|  | Typothorax      |
|  |                 |
|  | "Redondasuchus" |
|  |                 |

|  | Tecovasuchus                                                       |
|  |                                                                    |
|  | \| \| Rioarribasuchus \| \| \| \| \| \| Paratypothorax \| \| \| \| |
|  |                                                                    |
|  | Rioarribasuchus                                                    |
|  |                                                                    |
|  | Paratypothorax                                                     |
|  |                                                                    |

|  | Rioarribasuchus |
|  |                 |
|  | Paratypothorax  |
|  |                 |

|  | Typothorax      |
|  |                 |
|  | "Redondasuchus" |
|  |                 |

|  | \| \| Longosuchus \| \| \| \| \| \| Lucasuchus \| \| \| \| \| \| Acaenasuchus \| \| \| \| \| \| Sierritasuchus \| \| \| \| |
|  | |
|  | Desmatosuchus |
|  | |
|  | Longosuchus |
|  | |
|  | Lucasuchus |
|  | |
|  | Acaenasuchus |
|  | |
|  | Sierritasuchus |
|  | |

|  | Longosuchus    |
|  |                |
|  | Lucasuchus     |
|  |                |
|  | Acaenasuchus   |
|  |                |
|  | Sierritasuchus |
|  |                |

|  | Coahomasuchus |
|  | |
|  | Neoaetosauroides |
|  | |
|  | \| \| Stagonolepis \| \| \| \| \| \| Calyptosuchus \| \| \| \| \| \| Aetosaurus \| \| \| \| \| \| Aetosauroides \| \| \| \| |
|  | |
|  | Stagonolepis |
|  | |
|  | Calyptosuchus |
|  | |
|  | Aetosaurus |
|  | |
|  | Aetosauroides |
|  | |

|  | Stagonolepis  |
|  |               |
|  | Calyptosuchus |
|  |               |
|  | Aetosaurus    |
|  |               |
|  | Aetosauroides |
|  |               |

|  | Tecovasuchus                                                       |
|  |                                                                    |
|  | \| \| Rioarribasuchus \| \| \| \| \| \| Paratypothorax \| \| \| \| |
|  |                                                                    |
|  | Rioarribasuchus                                                    |
|  |                                                                    |
|  | Paratypothorax                                                     |
|  |                                                                    |

|  | Rioarribasuchus |
|  |                 |
|  | Paratypothorax  |
|  |                 |

|  | Typothorax      |
|  |                 |
|  | "Redondasuchus" |
|  |                 |

|  | Tecovasuchus                                                       |
|  |                                                                    |
|  | \| \| Rioarribasuchus \| \| \| \| \| \| Paratypothorax \| \| \| \| |
|  |                                                                    |
|  | Rioarribasuchus                                                    |
|  |                                                                    |
|  | Paratypothorax                                                     |
|  |                                                                    |

|  | Rioarribasuchus |
|  |                 |
|  | Paratypothorax  |
|  |                 |

|  | Typothorax      |
|  |                 |
|  | "Redondasuchus" |
|  |                 |

|  | Coahomasuchus |
|  | |
|  | Neoaetosauroides |
|  | |
|  | \| \| Stagonolepis \| \| \| \| \| \| Calyptosuchus \| \| \| \| \| \| Aetosaurus \| \| \| \| \| \| Aetosauroides \| \| \| \| |
|  | |
|  | Stagonolepis |
|  | |
|  | Calyptosuchus |
|  | |
|  | Aetosaurus |
|  | |
|  | Aetosauroides |
|  | |

|  | Stagonolepis  |
|  |               |
|  | Calyptosuchus |
|  |               |
|  | Aetosaurus    |
|  |               |
|  | Aetosauroides |
|  |               |

|  | Tecovasuchus                                                       |
|  |                                                                    |
|  | \| \| Rioarribasuchus \| \| \| \| \| \| Paratypothorax \| \| \| \| |
|  |                                                                    |
|  | Rioarribasuchus                                                    |
|  |                                                                    |
|  | Paratypothorax                                                     |
|  |                                                                    |

|  | Rioarribasuchus |
|  |                 |
|  | Paratypothorax  |
|  |                 |

|  | Typothorax      |
|  |                 |
|  | "Redondasuchus" |
|  |                 |

|  | Tecovasuchus                                                       |
|  |                                                                    |
|  | \| \| Rioarribasuchus \| \| \| \| \| \| Paratypothorax \| \| \| \| |
|  |                                                                    |
|  | Rioarribasuchus                                                    |
|  |                                                                    |
|  | Paratypothorax                                                     |
|  |                                                                    |

|  | Rioarribasuchus |
|  |                 |
|  | Paratypothorax  |
|  |                 |

|  | Typothorax      |
|  |                 |
|  | "Redondasuchus" |
|  |                 |

|  | \| \| Longosuchus \| \| \| \| \| \| Lucasuchus \| \| \| \| \| \| Acaenasuchus \| \| \| \| \| \| Sierritasuchus \| \| \| \| |
|  | |
|  | Desmatosuchus |
|  | |
|  | Longosuchus |
|  | |
|  | Lucasuchus |
|  | |
|  | Acaenasuchus |
|  | |
|  | Sierritasuchus |
|  | |

|  | Longosuchus    |
|  |                |
|  | Lucasuchus     |
|  |                |
|  | Acaenasuchus   |
|  |                |
|  | Sierritasuchus |
|  |                |

|  | Coahomasuchus |
|  | |
|  | Neoaetosauroides |
|  | |
|  | \| \| Stagonolepis \| \| \| \| \| \| Calyptosuchus \| \| \| \| \| \| Aetosaurus \| \| \| \| \| \| Aetosauroides \| \| \| \| |
|  | |
|  | Stagonolepis |
|  | |
|  | Calyptosuchus |
|  | |
|  | Aetosaurus |
|  | |
|  | Aetosauroides |
|  | |

|  | Stagonolepis  |
|  |               |
|  | Calyptosuchus |
|  |               |
|  | Aetosaurus    |
|  |               |
|  | Aetosauroides |
|  |               |

|  | Tecovasuchus                                                       |
|  |                                                                    |
|  | \| \| Rioarribasuchus \| \| \| \| \| \| Paratypothorax \| \| \| \| |
|  |                                                                    |
|  | Rioarribasuchus                                                    |
|  |                                                                    |
|  | Paratypothorax                                                     |
|  |                                                                    |

|  | Rioarribasuchus |
|  |                 |
|  | Paratypothorax  |
|  |                 |

|  | Typothorax      |
|  |                 |
|  | "Redondasuchus" |
|  |                 |

|  | Tecovasuchus                                                       |
|  |                                                                    |
|  | \| \| Rioarribasuchus \| \| \| \| \| \| Paratypothorax \| \| \| \| |
|  |                                                                    |
|  | Rioarribasuchus                                                    |
|  |                                                                    |
|  | Paratypothorax                                                     |
|  |                                                                    |

|  | Rioarribasuchus |
|  |                 |
|  | Paratypothorax  |
|  |                 |

|  | Typothorax      |
|  |                 |
|  | "Redondasuchus" |
|  |                 |

|  | Coahomasuchus |
|  | |
|  | Neoaetosauroides |
|  | |
|  | \| \| Stagonolepis \| \| \| \| \| \| Calyptosuchus \| \| \| \| \| \| Aetosaurus \| \| \| \| \| \| Aetosauroides \| \| \| \| |
|  | |
|  | Stagonolepis |
|  | |
|  | Calyptosuchus |
|  | |
|  | Aetosaurus |
|  | |
|  | Aetosauroides |
|  | |

|  | Stagonolepis  |
|  |               |
|  | Calyptosuchus |
|  |               |
|  | Aetosaurus    |
|  |               |
|  | Aetosauroides |
|  |               |

|  | Tecovasuchus                                                       |
|  |                                                                    |
|  | \| \| Rioarribasuchus \| \| \| \| \| \| Paratypothorax \| \| \| \| |
|  |                                                                    |
|  | Rioarribasuchus                                                    |
|  |                                                                    |
|  | Paratypothorax                                                     |
|  |                                                                    |

|  | Rioarribasuchus |
|  |                 |
|  | Paratypothorax  |
|  |                 |

|  | Typothorax      |
|  |                 |
|  | "Redondasuchus" |
|  |                 |

|  | Tecovasuchus                                                       |
|  |                                                                    |
|  | \| \| Rioarribasuchus \| \| \| \| \| \| Paratypothorax \| \| \| \| |
|  |                                                                    |
|  | Rioarribasuchus                                                    |
|  |                                                                    |
|  | Paratypothorax                                                     |
|  |                                                                    |

|  | Rioarribasuchus |
|  |                 |
|  | Paratypothorax  |
|  |                 |

|  | Typothorax      |
|  |                 |
|  | "Redondasuchus" |
|  |                 |

|  | \| \| Longosuchus \| \| \| \| \| \| Lucasuchus \| \| \| \| \| \| Acaenasuchus \| \| \| \| \| \| Sierritasuchus \| \| \| \| |
|  | |
|  | Desmatosuchus |
|  | |
|  | Longosuchus |
|  | |
|  | Lucasuchus |
|  | |
|  | Acaenasuchus |
|  | |
|  | Sierritasuchus |
|  | |

|  | Longosuchus    |
|  |                |
|  | Lucasuchus     |
|  |                |
|  | Acaenasuchus   |
|  |                |
|  | Sierritasuchus |
|  |                |

### Evolução

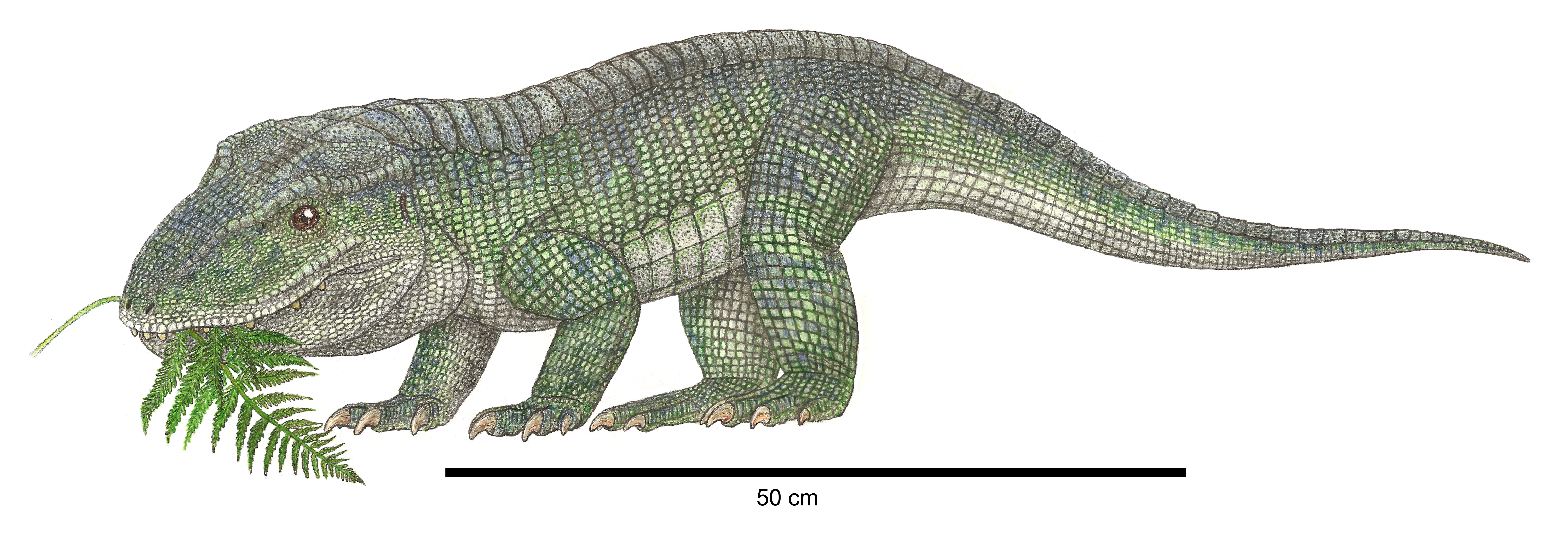
Revueltosaurus callenderi, um pseudosuchia que pode ser um ascendente dos aetossauros.

Embora os aetossauros sejam conhecidos exclusivamente no Triássico Superior, atualmente tudo indica pela filogenia dos arcossauros que eles se originaram de arcossauros Pseudosuchianos basais do Triássico Inferior ou do Triássico Médio. Os aetossauros são altamente especializados, com muitas características anatômicas não vistos em outros Pseudosuchianos, sendo as origens evolutivas do grupo mal compreendidas. A recente descoberta de espécimes completas do Triássico Superior de Pseudosuchianos Revueltosaurus callenderi indicam que ele pode ter sido ascendente próximo dos aetossauros. Várias análises filogenéticas o colocam como um táxon irmão ou parente muito próximo dos Aetossauros. Como os aetossauros, os Revueltosaurus tem duas linhas de osteodermas paramedianos ao longo de seu corpo, na região da bochecha no crânio e a maxila que se encaixa em um sulco do osso jugal. Uma análise filogenética do Turfanosuchus dabanensis, um Pseudosuchianos do Triássico Médio, como um táxon irmão do Revueltosaurus e dos Aetosaurios, potencialmente é o mais antigo "tronco dos aetossauro" conhecido  ("tronco" significa o encontro de vários ramos que incluem os aetossauros, mas não os aetossauros em si).
Em 2012, um terço do "tronco dos aetossauros" foram descrito a partir do Triássico Médio na Formação Manda da Tanzânia. Eles diferem de outros Pseudosuchias do Triássico Médio por ter um longo crânio, uma pequena fenestra anterorbital que se encaixa em uma grande fossa anterorbital na frente da cavidade ocular, dentes afiados e curvados e osteodermas cobrindo grande parte do seu corpo. Como os aetossauros e Revueltosaurus, tem uma maxila que se encaixa no jugal. Revueltosaurus, Turfanosuchus e outros anônimos Pseudosuchianos da Tanzânia são todos bons exemplos dos ancestrais dos aetossauros porque ambos têm fileiras duplas de osteodermas em forma de folha ao longo de suas costas que podem ter evoluído para os osteodermos paramedianos encontrados nos aetossauros.

## Paleobiologia

### Primeiras interpretações
Em 1904, o paleontólogo americano Henry Fairfield Osborn descreveu o aetossauro como animais carnívoros aquáticos como Parasuchia,  mencionando a Parasuchia como uma ordem independente, provavelmente de água doce do litoral, carnívoros, focinho curto (Aetosaurus) ou longo focinho (Phytosaurus, Mystriosuchus), com hábitos análogos com os Crocodilos modernos. Aetossauros adiantados eram frequentemente encontrados em argilas, ao lado de esqueletos de animais aquáticos, tais como Phytosauros e animais terrestres, como dinossauros e Trilofossauros. Isto pode ter levado alguns paleontólogos a crer que os animais haviam morrido em ambientes pantanosos. Porque havia um grande número de esqueletos de animais que normalmente não teria habitado estes pântanos, alguns paleontólogos até sugeriram que os aetossauros eram carcaças de animais que ficaram presos nos pântanos e morreram. Dúvidas foram posteriormente levantadas sobre este estilo de vida, uma vez que os dentes do aetossauro mostram pouca indicação de serem carnívoros e o peso da armadura sugere que aetossauro tinha um modo de vida passivo. No entanto, os aetosauros ainda eram considerados em parte aquáticos em meados do século XX.

### Alimentação
Os Aetossauros eram herbívoros, provavelmente alimentando-se de fetos e samambaias com sementes que eram comuns no Triássico. A forma de seu focinho arrebitado sugere que pode ter desenterrado raízes e tubérculos. Aetossauros têm várias características anatômicas que podem ter sido adaptações para escavação, incluindo um raio curto em relação ao úmero (visto em muitos outros tetrápodes cavadores) e uma grande crista deltopeitoral no úmero, que serviu para segurar os músculos. Aetossauros também têm grandes patas traseiras, com grandes garras que provavelmente foram utilizados para cavar e arranhar. O aetossauro Typothorax tem um entepicondile no úmero, que é a origem da pronador do antebraço e músculos flexores usados frequentemente em escavação. Além disso, tem um grande olécrano na ulna que projeta para trás do cotovelo, dando uma grande área para a inserção do músculo tríceps. Enquanto muitos estudos têm sugerido que os Aetossauros tinham um estilo de vida fossorial ou construíam galerias. Aetossauros ter algumas das características dos animais com vida fossorial e adaptações para cavar. Portanto, é provável que fossem capazes de escavar até certo ponto, possivelmente para encontrar alimentos, mas foram incapazes de fazer tocas.
Enquanto as características dos membros indicam que os Aetossauros provavelmente tenha escavado por comida, características do crânio e dos dentes pode indicar que tipo de comida eles comiam. Aetossauros têm muitas características derivadas não vistos em outros crurotarsi que indicam que eles estão adaptados a uma dieta diferente. Ao contrário dos dentes afiados e recurvados de outros arcossauros do Triássico, Aetossauros simples tinham dentes cónicos, eram desdentados ou perderam os dentes e provavelmente tinham um bico. Os dentes têm pouco desgaste, sugerindo que não consumiam material vegetal duro e difícil. É mais provável que consumissem vegetação não abrasiva, como folhas moles.
Teorias alternativas têm sido propostas para a dieta dos Aetossauros. Em 1947, H J Sawin propôs que o aetssauro 'Longosuchus era um limpador com base na proximidade de alguns exemplares a um grande número de esqueletos que foram prováveis carcaças. Um estudo de 2009 da biomecânica da mandíbula do Neoaetosauroides, gênero da América do Sul, sugeriu que o animal pode ter se alimentado com larvas e insetos, sem exoesqueleto rígido. Isto é porque o Neoaetosauroides não tem serrilhas ou facetas de desgaste nos dentes e tem uma alavancagem mandíbula que não é projetado para as fazer muita forças para cortar e triturar. Estudo recente mostra que Aetossauros do norte, como Desmatosuchus e Stagonolepis tinha mandíbulas e uma musculatura forte e provavelmente adequados para comer plantas.

### Ninhos

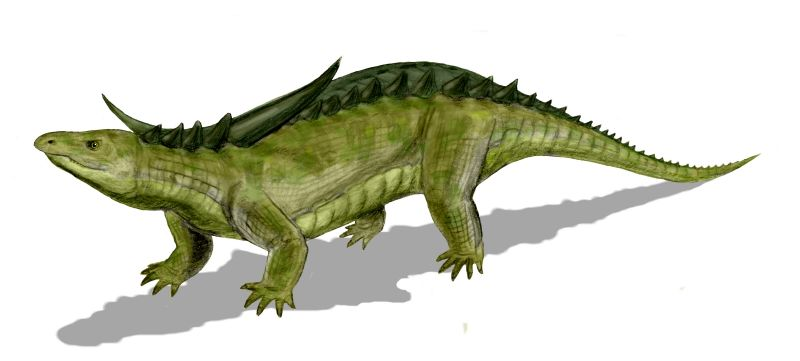
Desmatosuchus haplocerus é provavelmente o animal que fez o ninho descoberto em 1996.

Pelo menos alguns aetossauros construíam ninhos e protegiam seus ovos. Em 1996, o geólogo Stephen Hasiotis descobriu um  ninho na forma de tigela com 220 milhões de anos, no Parque Nacional da Floresta Petrificada do Arizona, na Formação Chinle. Os ninhos mais antigos encontrados desta forma pertenciam a phytossauros e aetossauros. Os ninhos são compactadas e parecem muito similares aos ninhos dos crocodilos modernos que guardam os seus ninhos. Os ninhos eram buracos cavados na areia de um antigo rio.
O segundo possível ninho de aetossauro é conhecido no nordeste da Itália. Os ninhos são preservados como depressões na rocha carbonática, que são circulares ou em forma de ferradura, com cumes elevados em torno dos lados. Eles parecem ser extraordinariamente complexo para ninhos feitos por répteis do Triássico. Pegadas de arcossauros foram encontrados nas proximidades que se assemelhava a aetossauros, embora eles não estivessem presentes na mesma camada. As trilhas das pegadas foram encontradas muito perto dos ninhos, é provável que os aetossauros o tenham construído.

## Biocronologia
Devido à normal abundância de espécies de aetossauros nos estratos, e algumas espécies fósseis serem restritas a certas camadas, eles são úteis na Bioestratigrafia. Osteodermas são os restos mais comuns associados aos aetossauros, assim identificam com precisão a data da camada onde é encontrado.
O aetossauro Typothorax coccinarum, tem sido utilizado para definir o tempo e a fauna dos vertebrados terrestres. São usados como um fóssil índice e são usado para datar o Triássico e os primeiros estratos do Jurássico.
Os gêneros de aetossauros têm sido usados  para datar estratos do Grupo Chinle do sudoeste dos Estados Unidos. Até 13 gêneros de aetossauros são conhecidos no Grupo Chinle, e a maioria ocorrem em localidades múltiplas e com intervalos de tempo curtos. Em 1996, os paleontólogos Spencer G. Lucas e André B. Heckert reconheceu cinco biocronos com base na presença dos grupos de aetossauros localizados em Chinle. O número de biocronos cresceu para 11 com o estudo de 2007 feito por Heckert e Lucas, juntamente com Adrian P. Hunt e Justin A. Spielmann. Estes biocronos ocorrem em Otischalkian e Apachean e incluem gêneros como Longosuchus, Tecovasuchus e Typothorax.

## Nomeação polêmica
Em 2007, paleontólogos do Museu de História Natural e Ciência do Novo México em Albuquerque, Novo México, foram acusados de plágio em alguns de seus artigos publicados com aetossauros. No final de 2006, o gênero Rioarribasuchus foi criado como nome substituto para Desmatosuchus chamaensis no boletim do museu. No entanto, quatro anos antes, o paleontólogo William Parker realocados Desmatosuchus chamaensis para o recém-nomeado gênero Heliocanthus em uma tese inédita.  Porque o nome não foi publicado, foi considerado um nomen nudum até 2007 quando foi descrito no Jornal de Paleontologia Sistemática. Os autores do artigo de 2006, Spencer G. Lucas, Adrian P. Hunt, e Justin A. Spielmann, foram acusados de "roubo intelectual" pelos paleontólogos Jeff Martz, Mike Taylor, Matt Wedel, e Darren Naish, que afirmaram que eles sabiam que Parker acabou redescrevendo as espécies e formalmente criou um novo gênero. De acordo com Martz, Taylor, Wedel, e Naish,'os autores correram para publicar seu próprio nome antes de Parker.
Outra controvérsia ocorreu após Spielmann, Hunt e Lucas publicarem um artigo de 2006 ressaltar que o holótipo do Redondasuchus não era um paramediana esquerda, mas um direito. Ele, junto com Taylor, Wedel, e Naish, afirmoram que esta foi mais uma forma de plágio.
Essas alegações foram levadas ao conhecimento da Comissão de Educação e Ética da Sociedade de Paleontologia de Vertebrados (SVP), em 2007, e uma resposta foi dada em 2008. Em relação à Redondasuchus, o SVP não encontrou nenhum plágio envolvidos, enquanto que no caso do Heliocanthus e Rioarribasuchus, o SVP não tentou resolver o problema.
Toda a controvérsia veio a ser conhecida como "Aetogate", em referência ao famoso Caso Watergate da década de 1970. Ele recebeu grande atenção de jornais locais e blogs de ciência. Foi também o foco de um artigo de notícia em uma edição de 2008 da revista Nature.